# Tennis de table aux Jeux olympiques d'été de 2016 - Par équipes hommes
Navigation
Londres 2012 Tokyo 2020
L'épreuve par équipes hommes en tennis de table fait partie du programme de cette épreuve aux Jeux olympiques d'été de 2016 à Rio de Janeiro. L'épreuve a lieu du 12 au 17 août 2016 au Riocentro. Le tournoi sera un tournoi à élimination directe avec une finale pour la troisième place jouée entre les deux perdants des demi-finales.

## Médaillés
| Or                              | Argent                                        | Bronze                                                |
| Chine Ma Long Xu Xin Zhang Jike | Japon Jun Mizutani Maharu Yoshimura Koki Niwa | Allemagne Timo Boll Dimitrij Ovtcharov Bastian Steger |

## Calendrier
- 1er tour : 13 août 2016.
- Quart de finale : 14 août 2016.
- Demi-finale : 15 août 2016 et 16 août 2016.
- Finale : 17 août 2016.

## Têtes de série
Le classement des équipes est basé sur le classement individuel des joueurs au 30 juillet 2016 mais sont seulement pris en compte les joueurs qualifiés de chaque équipe.
| Rang | Équipe          | Athlètes (classement mondial au 30 juillet). | Athlètes (classement mondial au 30 juillet). | Athlètes (classement mondial au 30 juillet). |
| ---- | --------------- | -------------------------------------------- | -------------------------------------------- | -------------------------------------------- |
| 1    | Chine           | Ma Long (1)                                  | Xu Xin (3)                                   | Zhang Jike (4)                               |
| 2    | Allemagne       | Dimitrij Ovtcharov (5)                       | Timo Boll (13)                               | Bastian Steger (24)                          |
| 3    | Corée du Sud    | Jung Young-sik (12)                          | Joo Sae-hyuk (14)                            | Lee Sang-su (16)                             |
| 4    | Japon           | Jun Mizutani (6)                             | Maharu Yoshimura (21)                        | Koki Niwa (22)                               |
| 5    | Hong Kong       | Wong Chun Ting (8)                           | Tang Peng (15)                               | Ho Kwan Kit (41)                             |
| 6    | Portugal        | Marcos Freitas (11)                          | Tiago Apolónia (18)                          | João Monteiro (35)                           |
| 7    | France          | Simon Gauzy (17)                             | Emmanuel Lebesson (30)                       | Tristan Flore (66)                           |
| 8    | Suède           | Kristian Karlsson (27)                       | Pär Gerell (32)                              | Mattias Karlsson (37)                        |
| 9    | Taïwan          | Chuang Chih-yuan (7)                         | Chen Chien-an (33)                           | Chiang Hung-chieh (75)                       |
| 10   | Autriche        | Stefan Fegerl (20)                           | Robert Gardos (48)                           | Daniel Habesohn (89)                         |
| 11   | Grande-Bretagne | Liam Pitchford (48)                          | Paul Drinkhall (58)                          | Sam Walker (131)                             |
| 12   | Pologne         | Wang Zeng Yi (46)                            | Jakub Dyjas (52)                             | Daniel Górak (62)                            |
| 13   | Brésil          | Hugo Calderano (54)                          | Gustavo Tsuboi (68)                          | Cazuo Matsumoto (79)                         |
| 14   | Nigeria         | Quadri Aruna (40)                            | Segun Toriola (120)                          | Bode Abiodun (180)                           |
| 15   | États-Unis      | Feng Yijun (271)                             | Kanak Jha (275)                              | Timothy Wang (291)                           |
| 16   | Australie       | David Powell (278)                           | Chris Yan (350)                              | Hu Heiming (366)                             |

## Tableau
| Premier tour | Premier tour    | Premier tour |  |  | Quarts de finale | Quarts de finale | Quarts de finale |  |  | Demi-finales | Demi-finales | Demi-finales |  |                                  | Finale                           | Finale                           | Finale |
|              |                 |              |  |  |                  |                  |                  |  |  |              |              |              |  |                                  |                                  |                                  |        |
| 1            | Chine           | 3            |  |  |                  |                  |                  |  |  |              |              |              |  |                                  |                                  |                                  |        |
| 14           | Nigeria         | 0            |  |  | 1                | Chine            | 3                |  |  |              |              |              |  |                                  |                                  |                                  |        |
| 11           | Grande-Bretagne | 3            |  |  | 11               | Grande-Bretagne  | 0                |  |  |              |              |              |  |                                  |                                  |                                  |        |
| 7            | France          | 2            |  |  |                  |                  |                  |  |  | 1            | Chine        | 3            |  |                                  |                                  |                                  |        |
| 8            | Suède           | 3            |  |  |                  |                  |                  |  |  | 3            | Corée du Sud | 0            |  |                                  |                                  |                                  |        |
| 15           | États-Unis      | 0            |  |  | 8                | Suède            | 1                |  |  |              |              |              |  |                                  |                                  |                                  |        |
| 13           | Brésil          | 0            |  |  | 3                | Corée du Sud     | 3                |  |  |              |              |              |  |                                  |                                  |                                  |        |
| 3            | Corée du Sud    | 3            |  |  |                  |                  |                  |  |  |              |              |              |  |                                  | 1                                | Chine                            | 3      |
| 4            | Japon           | 3            |  |  |                  |                  |                  |  |  |              |              |              |  |                                  | 4                                | Japon                            | 1      |
| 12           | Pologne         | 0            |  |  | 4                | Japon            | 3                |  |  |              |              |              |  |                                  |                                  |                                  |        |
| 16           | Australie       | 0            |  |  | 5                | Hong Kong        | 1                |  |  |              |              |              |  |                                  |                                  |                                  |        |
| 5            | Hong Kong       | 3            |  |  |                  |                  |                  |  |  | 4            | Japon        | 3            |  |                                  |                                  |                                  |        |
| 6            | Portugal        | 1            |  |  |                  |                  |                  |  |  | 2            | Allemagne    | 1            |  |                                  |                                  |                                  |        |
| 10           | Autriche        | 3            |  |  | 10               | Autriche         | 1                |  |  |              |              |              |  | Match pour la médaille de bronze | Match pour la médaille de bronze | Match pour la médaille de bronze |        |
| 9            | Taipei chinois  | 1            |  |  | 2                | Allemagne        | 3                |  |  |              |              |              |  |                                  | 3                                | Corée du Sud                     | 1      |
| 2            | Allemagne       | 3            |  |  |                  |                  |                  |  |  |              |              |              |  |                                  | 2                                | Allemagne                        | 3      |